# Іванов Микола Олексійович
Іванов Микола Олексійович (альтернативне написання прізвища Іванів) (нар. 1890-ті, Харків — пом. невідомо) — український перекладач з англійської, французької, іспанської та німецької мов. Старший брат знаного літератора, книгознавця та бібліографа Юрія Меженка. Походив з лікарської родини, мав двох суродженців: молодшого брата Юрія (Юра) та сестру Олександру (Кася). Мати Іванова Лідія Ерастівна займалася хатнім господарством, батько Іванов Олексій Ілліч був земським лікарем. Під час II Світової війни потрапив на Захід у Німеччину, де його слід загубився. Але дослідники припускають що він, найімовірніше, став жертвою радянських «людоловів» та після завершення II Світової війни був вивезений назад у СРСР та ув'язнений у сибірських концтаборах де й загинув.

## Життєпис
Народився Іванов у Харкові у 1890-х, згодом жив у Чернігові. По закінченні університету, викладав іноземні мови та багато перекладав з іспанської, англійської та французької на українську. Серед його особистого доробку також були власні байки.
Перед  війною викладав у школі для іспанських дітей. На початку II Світової Війни Микола Іванов мешкав у Харкові, був учасником письменницької секції при Харківському товаристві "Просвіта". Під кінець війни опинився у Німеччині. Надія Стрішенець у примітках до своєї праці «Бібліографічна спадщина Юрія Меженка» припускає, що Микола Іванов був заарештований радянськими органами безпеки та загинув у концтаборах. Це припущення також підтверджується у статті видатного українською поета, літературознавця та перекладача Ігоря Качуровського «Перекладачі української діаспори», спеціально написаній для журналу «Всесвіт», де він говорить, що пана Іванова улітку 1947 року було обманом захоплено в Гамбурзі та примусово репатрійованим з Німеччини до котрогось із сталінських концтаборів.

## Доробок

### Переклади з англійської
Перекладацький доробок Миколи Іванова з англійської мови є значним та посідає визначне місце в українській перекладацькій спадщині.
Список перекладів:
- Джек Лондон «Серця трьох», 1928 рік. Харків: Державне видавництво України (ДВУ),
- Фенімор Купер «Останній з могікан». 1938 рік. Харків: «Дитвидав»,
- (скорочено) Чарльз Діккенс «Посмертні записки Піквікського клубу». 1929 рік. Харків: Державне видавництво України (ДВУ),
  - (скорочено) Чарльз Діккенс «Посмертні записки Піквікського клубу». 1937 рік. Харків: «Дитвидав». Перевидання.,
- Чарльз Дікенс «Домбі й син». 1930 рік. Харків: Державне видавництво України (ДВУ),
- Марк Твен «Янкі при дворі короля Артура». 1929 рік. Харків: Державне видавництво України (ДВУ),
- Марк Твен «Пригоди Гекльберрі Фінна». 1937 рік. Харків-Одеса: «Дитвидав»,
- Артур Конан Дойл «Вибрані твори» у 2 томах. 1928 рік. Харків: Державне видавництво України (ДВУ)
  - Артур Конан-Дойл «Вибрані твори» том 1: Пригоди Шерлока Холмса. Пес Баскервілів. 1928 рік. Харків: Державне видавництво України (ДВУ). Примітка: у 1 томі пан Іванов не вказаний як перекладач.
  - Артур Конан-Дойл «Вибрані твори» том 2: Пригоди Шерлока Холмса. 1928 рік. Харків: Державне видавництво України (ДВУ).
- Артур Конан-Дойл «Втрачений світ». 1929 рік. Харків: Державне видавництво України (ДВУ).
  - Артур Конан-Дойл «Втрачений світ». 1937 рік. Харків-Одеса: Дитвидав. Перевидання.,
- Герберт Велз. Машина часу; пер. з англ. М. Іванов. – Одеса: Держлітвидав України, 1929. – 116 с.
- Герберт Уеллс «Невидима людина». 1936 рік. Харків-Одеса: Дитвидав.,
- Джонатан Свіфт «Мандри Гулліверові». 1928 рік. Київ: Державне видавництво України (ДВУ),
  - Джонатан Свіфт «Подорожі Гуллівера». 1935 рік. Харків-Одеса: Дитвидав.,
  - Джонатан Свіфт «Мандри до різних далеких країн світу Лемюеля Гуллівера». 1935 рік. Київ-Харків: «Держлітвидав»,
  - Джонатан Свіфт «Гуллівер у ліліпутів». 1937 рік. Харків-Одеса: Дитвидав.,
  - Джонатан Свіфт «Мандри Гуллівера». 1938 рік. Харків: «Дитвидав»,

### Переклади з французької
З французької мови Микола Іванов також переклав чимало.
- Віктор Гюґо «Знедолені» у 2 томах. 1938–1940 рр. Київ: Молодий більшовик.
  - Віктор Гюґо «Знедолені» том 1: Частини 1-3. 1938 рік. Київ: Молодий більшовик.
  - Віктор Гюґо «Знедолені» том 2: Частини 4-5. 1940 рік. Київ: Молодий більшовик.
- Альфонсо Доде «Тартарен із Тараскона». 1929 рік. Харків: Державне видавництво України (ДВУ)
  - Альфонсо Доде «Тартарен із Тараскона». 1936 рік. Харків: Державне видавництво України (ДВУ). Перевидано зі скороченням.
- Альфонсо Доде «Тартарен в Альпах». 1929 рік. Харків: Державне видавництво України (ДВУ)
- Жуль Верн «Пригоди капітана Геттераса» 1929 рік. Харків: Державне видавництво України (ДВУ)
- Жоржо Тудуз «Люди з огнедишного Айсберґа» 1929 рік. Харків: Державне видавництво України (ДВУ)
- Альфонсо Доде «Порт — Тараскон». 1930 рік. Харків: Державне видавництво України (ДВУ)
- Беро А. Ліс повішеного храмовника: Історія французького села Саболя з XIV до ХІХ в. Передмова: В.Державін; Примітки: М.Іванов. Харків, Одеса: Державне видавництво України (ДВУ), 1930. 224 с.
- Рабле Ф. Гаргантюа. - Х.: ДВУ, 1929. - 115 с.

### Переклади з іспанської
Переклади Миколи Іванова з іспанської мови теж становлять вагому частку в його перекладацькому доробку.
- (скорочено) Вісенте Бласко Ібаньєс «Валенсійські оповідання». 1931 рік. Харків: ЛіМ.[4]
- Вісенте Бласко Ібаньєс «Кров і пісок». 1928 рік. Київ: «Час»
- Вісенте Бласко Ібаньєс «Твори» у 3 томах. 1930 рік. Харків-Київ: «Книгоспілка»
  - Вісенте Бласко Ібаньєс «Твори» том 2: «Серед померанцьових дерев». 1930 рік. Харків-Київ: «Книгоспілка»
  - Вісенте Бласко Ібаньєс «Твори» том 3: «Травнева квітка». 1930 рік. Харків-Київ: «Книгоспілка»
- (скорочено) Міґель де Сервантес Сааведра «Вигадливий Ідальго Дон Кіхот з Ламанча». 1927 рік. Харків: Державне видавництво України (ДВУ). 366 стор.[5]
  - (скорочено) Міґель де Сервантес Сааведра «Вигадливий Ідальго Дон Кіхот з Ламанча». 1935 рік. Харків-Одеса: «Дитвидав». 366 стор. Перевидання.
  - (скорочено) Міґель де Сервантес Сааведра «Вигадливий Ідальго Дон Кіхот з Ламанча». 1936 рік. Харків-Одеса: «Дитвидав». 366 стор. Перевидання.
- Франсіско де Кеведо-і-Вільєґас «Історія життя пройдисвіта, Пабло на імення, зразка волоцюг і дзеркала крутіїв». 1934 рік. Харків: «Радянська література»
- Рамон Хосе Сендер «Магніт: повість про марокканську війну». 1934 рік. Харків: «ЛіМ» 308 стор.

Микола Іванова також друкував свої переклади в радянських часописах. Зокрема, в «Літературному журналі» друкувались його перекладі: п'єса Міґеля де Сервантеса «Саламанська печера», народне іспанське
оповідання «Безлад у світі», «Романс про іспанську цивільну ґвардію» Федеріко Ґарсіа Лорки.

### Переклади з німецької
- Вільгельм Гауф. Карлик Ніс. Переклад з німецької М. О. Іванова, ілюстрації Володимира Савадова Київ: Веселка. 1993 рік. ISBN 5-301-01369-6
- Вільгельм Гауф. Казки: для молодшого шкільного віку; Переклад з німецької М. О. Іванова. Київ: Веселка; Тернопіль: Навчальна книга — Богдан, 2003. — 116 с. іл. — ISBN 966-01-0232-1 (Веселка). — ISBN 966-692-273-8 (Навчальна книга — Богдан)
  - Вільгельм Гауф. Казки: для молодшого шкільного віку; Переклад з німецької М. О. Іванова, передмова Є. О. Попович. — Київ: Школа, 2006. — 224 с. іл. (Казкова планета). — ISBN 966-661-475-8. — ISBN 966-339-285-1